# Qatar Re
Qatar Re ist ein katarisches Rückversicherungsunternehmen, das zur Qatar Insurance Company (QIC) gehört. Ein maßgeblicher Teil des Geschäfts wird über Bermuda abgewickelt, wo das Unternehmen mit einem in Nettoprämieneinnahmen ausgewiesenen Umsatz von über 750 Millionen US-Dollar zu den zwanzig größten Rückversicherern des Landes gehört.

## Geschichte und Hintergrund
Qatar wurde 2009 als Rückversicherungstochter von QIC gegründet. Das Unternehmen entwickelte sich in der Folge zu einem globalen Rückversicherer, der sich auf Sach-, Unfall- und Spezialversicherungssparten fokussiert. Im Zuge der internationalen Expansion wurde ein Großteil der Geschäftstätigkeit nach Bermuda verlegt, wo das Unternehmen von der anerkannten Äquivalenz der Solvenzregelungen zu Solvency II sowie der geografischen Nähe zu den Vereinigten Staaten profitierte. Zudem verfügt der Rückversicherer über Niederlassungen in Dubai und Zürich. 2018 genehmigte die Prudential Regulation Authority die Eröffnung eines Büros in London, die Niederlassung in Singapur wurde im Jahresverlauf hingegen aufgegeben.
Qatar Re unterliegt als katarisches Unternehmen der Aufsicht der Qatar Financial Centre Regulatory Authority (QFCRA). 